# Ruggles (MBTA-Station)
Ruggles ist der Name einer U-Bahn-Station der Massachusetts Bay Transportation Authority (MBTA) im Bostoner Stadtteil Roxbury im Bundesstaat Massachusetts der Vereinigten Staaten. Der U-Bahnhof bietet Zugang zur U-Bahn-Linie Orange Line sowie zu den Commuter Rail-Linien Providence/Stoughton, Franklin und Needham. Durch die Station fahren ebenfalls – allerdings ohne Halt – Züge der Amtrak.

## Geschichte
Die Station wurde am 4. Mai 1987 im Rahmen der Renovierung und Verlegung der Orange Line parallel zum Northeast Corridor eröffnet. Sie befindet sich an der Position des ehemaligen Baseball-Parks South End Grounds der Atlanta Braves.

## Bahnanlagen

### Gleis-, Signal- und Sicherungsanlagen
Der Bahnhof verfügt über insgesamt fünf Gleise, die über zwei Mittelbahnsteige zugänglich sind. Zwei Gleise werden dabei von der Orange Line und drei von den Zügen der MBTA Commuter Rail bedient.

### Gebäude
Der Bahnhof befindet sich im Bostoner Stadtteil Roxbury an der Kreuzung der Straßen Ruggles und Tremont sowie an der Grenze der Stadtteile Roxbury, Fenway–Kenmore und Mission Hill. Das Gebäude ist vollständig barrierefrei zugänglich.
Im Rahmen des Arts-on-the-Line-Projektes der MBTA wurden in der Station mehrere Kunstwerke installiert. Bei „Geometree“ von Paul Goodnight handelt es sich um ein mehrfarbiges Mural aus Keramik, „Stony Brook Dance“ von John Scott ist eine kinetische Skulptur, und „Massachusetts Avenue Station“ von Bruce Taylor besteht aus drei kinetischen Skulpturen aus Aluminium. Außerhalb der Station befinden sich darüber hinaus zwei Granit-Monumente mit eingravierten Texten („Harriet Tubman a.k.a. Moses“ von Samuel Allen und „Four Letters Home“ von Will Holton).

## Umfeld
An der Station besteht eine Anbindung an 13 Buslinien der MBTA. Das Gebäude befindet sich auf dem Campus der Northeastern University. In der unmittelbaren Umgebung liegen außerdem das Isabella Stewart Gardner Museum, das Massachusetts College of Art and Design, das Museum of Fine Arts, Boston (ebenfalls erreichbar über die Station Museum of Fine Arts der Green Line) sowie das Wentworth Institute of Technology.